# Heidi Leupolt
Heidi Leupolt, auch Heidi Leupolt-Kröll (geb. 24. Februar 1936 in Dresden; gest. 16. Juni 2024), war eine deutsche Schauspielerin.

## Leben
Aufgewachsen in Hamburg, erhielt sie ihr erstes Engagement 1957 in Rendsburg als Carol (jüngste Tochter) in John Boynton Priestleys Die Zeit und die Conways. 
Im Jahr 1958 wurde sie als Talent von Karl Viebach entdeckt und erhielt durch ihn eine Rolle in Shakespeares Viel Lärm um nichts am Deutschen Schauspielhaus in Hamburg unter der Regie von Willi Schmidt. 

Von Gustaf Gründgens wurde sie für vier weitere Jahre engagiert und arbeitete mit Gründgens, Heinz Hilpert, Rudolf Noelte, Ulrich Erfurth, Ullrich Haupt und Peter Gorski. 
Seit 1970 hatte sie verschiedene Engagements an Theatern in Frankfurt, Koblenz, Bern, Heppenheim (Festspiele im Amtshof), Sommerhausen (Torturmtheater) und Wien.

## Theaterrollen (Auswahl)
- 1958: Jean Racine – Phädra
- 1959: George Bernard Shaw – Cäsar und Cleopatra, Rolle: Iras (Deutsches Schauspielhaus Hamburg)
- 1959: Georg Büchner – Woyzeck, Rolle: Käthe (Deutsches Schauspielhaus Hamburg)
- 1959: Friedrich Schiller – Die Verschwörung des Fiesco zu Genua, Rolle: Rosa (Deutsches Schauspielhaus Hamburg)
- 1960: Heinrich von Kleist – Der zerbrochne Krug, Rolle: Erste Magd (Deutsches Schauspielhaus Hamburg)
- 1960: Dylan Thomas – Unter dem Milchwald, Rolle: Mae Rose Cottage (Deutsches Schauspielhaus Hamburg)
- 1960: Johann Wolfgang von Goethe – Faust I, Rolle: Lieschen (Deutsches Schauspielhaus Hamburg, Wiederaufnahme des Stücks am 17. Januar 1960)
- 1960: Arthur Miller – Tod eines Handlungsreisenden, Rolle: Telefonistin (Deutsches Schauspielhaus Hamburg)
- 1960: Carl Zuckmayer – Schinderhannes, Rolle: Margaret Blasius (Deutsches Schauspielhaus Hamburg)
- 1960: Bertolt Brecht nach Lenz – Der Hofmeister, Rolle: Jungfer Müller (Deutsches Schauspielhaus Hamburg, Wiederaufnahme des Stücks am 13. September 1960)
- 1961: Jean Anouilh – Becket oder die Ehre Gottes, Rolle: Bauerstochter (Deutsches Schauspielhaus Hamburg)
- 1961: Johann Wolfgang von Goethe – Faust II, Rolle: Gärtnerin (Deutsches Schauspielhaus Hamburg, Wiederaufnahme des Stückes am 18. April 1961)
- 1961: Pedro Calderón de la Barca – Der Richter von Zalamea, Rolle: Ines (Deutsches Schauspielhaus Hamburg)
- 1961: Heinrich von Kleist – Das Käthchen von Heilbronn, Rolle: Rosalie (Deutsches Schauspielhaus Hamburg)

## Filmografie
- 1958: Die Brüder
- 1959: Der Andere (Fernseh-Mehrteiler)
- 1960: Faust
- 1960: Madame Sans–Gêne
- 1965: Schüsse aus dem Geigenkasten
- 1967: So war Herr Brummel
- 1970: Die Kälte einer Sommernacht (Fernsehserie "Merkwürdige Geschichten")
- 1971: Elsa Brandström
- 1973: Zwischen den Flügen